# Schuyler (Nebraska)
Schuyler – miasto w Stanach Zjednoczonych, w stanie Nebraska, siedziba administracyjna hrabstwa Colfax.